# Anna de Luxemburg
Anna de Luxemburg, també coneguda com a Anna de Bohèmia, (Praga, 11 de maig de 1366 - Londres, 7 de juny de 1394) va ser una aristòcrata bohèmia, reina consort d'Anglaterra i la primera esposa de Ricard II. Era membre de la Casa de Luxemburg, la filla més gran de Carles IV de Luxemburg, rei de Bohèmia, duc de Luxemburg i emperador del Sacre Imperi i la seva quarta esposa Elisabet de Pomerània. Va tenir quatre germans, incloent Segimon I del Sacre Imperi Romanogermànic.

## Biografia

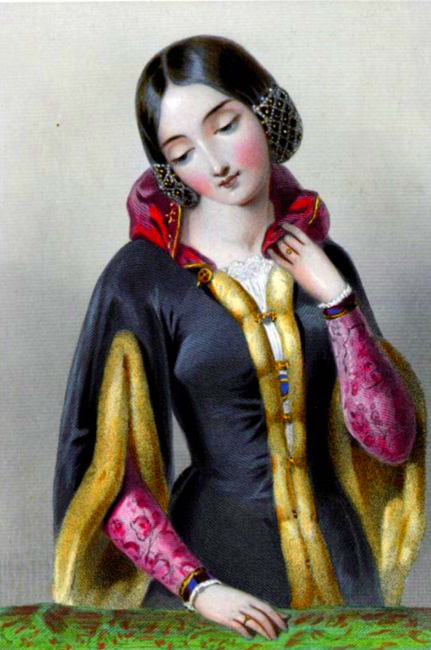
Anna

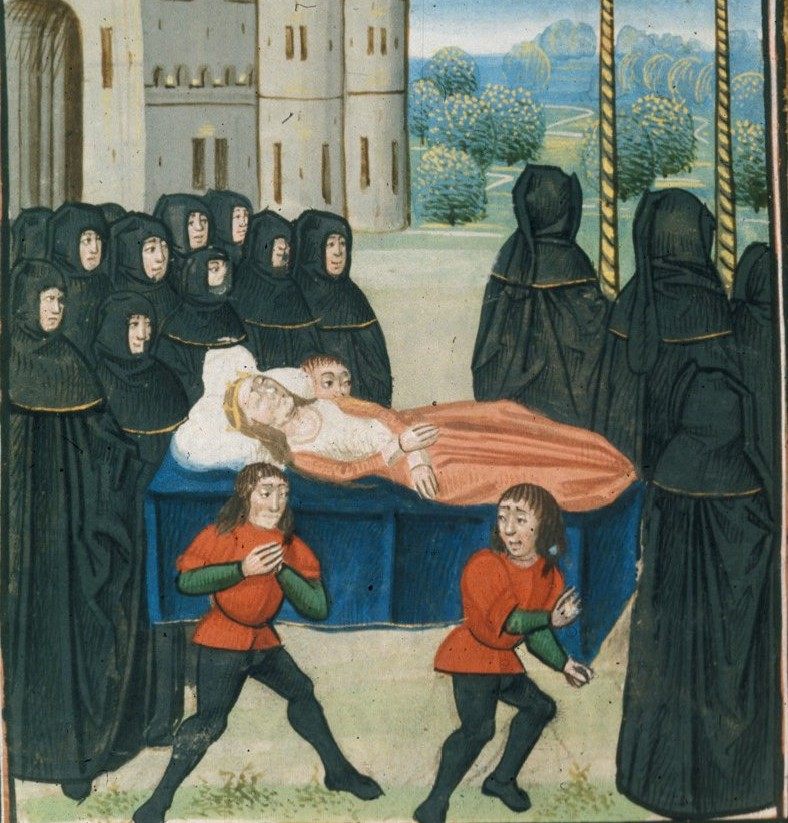
Funeral d'Anna

Ricard II es va casar amb Anna, com a resultat del gran cisma en el papat que havia donat lloc a dos papes rivals. Segons Eduard Perroy, el Papa Urbà VI, en realitat va sancionar el matrimoni entre Ricard i Anna, en un intent de crear una aliança a favor seu, en particular, perquè pogués ser més forta en contra dels francesos, i el seu Papa preferit, Climent VII d'Avinyó. El pare d'Anna era el monarca més poderós d'Europa en aquest moment governant sobre la meitat de la població i el territori d'Europa.
El matrimoni estava en contra dels desitjos de molts membres de la noblesa i membres del parlament, i es va produir principalment per iniciativa de l'íntim de Ricard, Michael de la Pole. Encara que Ricard havia ofert matrimoni a Caterina Visconti, una de les filles de Bernabé Visconti de Milà, que hauria portat una gran quantitat de diners amb ella com a dot, Anna va ser triada - amb el que no hi havia beneficis financers directes per Anglaterra doncs ella no va portar dot, i a canvi de la seva mà, Ricard va donar 20.000 florins (al voltant de 4.000.000 lliures en valor actual) per pagar al seu germà Venceslau IV de Luxemburg. També va haver-hi molt pocs beneficis diplomàtics - encara que als comerciants anglesos, ara podien comerciar lliurement en ambdues terres, tant a Bohèmia com a les terres del Sacre Imperi Romà, no era gaire en comparació dels beneficis diplomàtics usuals de matrimonis realitzats a conseqüència de la guerra amb França. Per tant, no és d'estranyar que el matrimoni no fos popular.
A la seva arribada al desembre de 1381, Anna va ser severament criticada pels cronistes de l'època, probablement com a resultat dels acords financers de les noces, encara que era bastant típic de reines ser vistes en termes crítics. El Cronista Westminster la va anomenar un petit tros de la humanitat, i Thomas Walsingham va relatar un presagi funest a la seva arribada, quan els seus vaixells van ser destrossats en trossos tan aviat com va desembarcar. No obstant això, Anna i el rei Ricard II es van casar a l'Abadia de Westminster el 22 de gener de 1382. Es van realitzar tornejos durant diversos dies després de la cerimònia, en celebració. A continuació, van anar en un itinerari pel regne, es van allotjar en moltes abadies, les més importants del camí. En 1383 Anna va visitar la ciutat de Norwich, on al Gran Hospital va fer un sostre que comprèn 252 àguiles negres en el seu honor.
Les noces d'Anna i Ricard II van ser les cinquenes noces reals a l'Abadia de Westminster i no va ser seguida per cap altra boda reial a l'Abadia de Westminster durant els següents 537 anys. Van estar casats durant 12 anys, però no van tenir fills. La mort d'Anna de la pesta el 7 de juny de 1394, als 27 anys, al castell de Sheen, va ser un cop devastador per a Ricard, la conducta imprudent del qual en dates posteriors li va fer perdre el seu tron. Ricard II es va casar amb la seva segona esposa, Isabel de Valois, el 31 d'octubre de 1396.

## Reputació
Encara que Anna va ser inicialment rebutjada pels cronistes, hi ha certa evidència que es va fer més popular amb el temps. Era coneguda per haver estat una persona molt amable i popular amb el poble d'Anglaterra, per exemple, que era ben coneguda pels seus incansables intents d'intercedir en nom del poble, adquirint indults per a les persones de la rebel·lió dels camperols de 1381, i altres nombrosos indults per als malfactors.
També va fer diverses intercessions d'alt estatus enfront del rei. Va intercedir en nom de Simon Burley, el tutor de Ricard II durant la seva minoria d'edat, al Parlament el 1388. També estava de genolls davant als ciutadans de Londres en la conciliació cerimonial de Ricard i Londres el 1391.
D'altra banda, ella mai va complir moltes funcions tradicionals de les reines. En particular, no tenir fills, malgrat 12 anys de matrimoni, i això es destaca en el seu epitafi, en el qual la hi esmenta que fou amable amb dones embarassades. El cronista Evesham va dir que aquesta reina, malgrat no tenir fills, encara se celebrava per haver contribuït a la glòria i la riquesa del regne, fins on ella era capaç. A més d'això, el fet que el seu llegat fou popular es troba en que ella era anomenada la Bona Reina Anna el que sembla suggerir que aquesta falta de fills no era important per a molts contemporanis.

## Llegat
Anna està enterrada en l'Abadia de Westminster al costat del seu marit. La seva tomba conjunta, ara danyada, els va mostrar ajuntant les mans. La inscripció en la seva tomba la descriu com a bella de cos i la seva cara era gentil i bonica .Quan la seva tomba va ser oberta en 1871, es va descobrir que molts dels seus ossos havien estat robats a través d'un forat en el costat del taüt.
Anna és coneguda també per haver estat l'amazona més popular entre les dames de l'edat mitjana. També va influir en el disseny dels carros a Anglaterra quan va arribar en un carruatge, presumiblement de Kocs, Hongria, per trobar-se amb el seu futur espòs Ricard. També va popularitzar el pentinat de la cornuda, tocat de moda d'estil bohemi per a dones angleses de finals del segle xiv.